# Coppa di Danimarca (pallavolo maschile)
La Coppa di Danimarca è una competizione pallavolistica per squadre di club danesi maschili, organizzata con cadenza annuale dalla Federazione pallavolistica della Danimarca.

## Albo d'oro
| Edizione         | Edizione          | Podio          | Podio                                     | Podio           |
| Anno             | Sede della finale | Campione       | Risultato                                 | Finalista       |
| ---------------- | ----------------- | -------------- | ----------------------------------------- | --------------- |
| 1976-77 Dettagli | -                 | Middelfart     | -                                         | Helsingør KFUM  |
| 1977-78 Dettagli | -                 | Middelfart     | -                                         | Helsingør KFUM  |
| 1978-79 Dettagli | -                 | Gladsaxe VK    | -                                         | Brøndby VK      |
| 1979-80 Dettagli | -                 | Gladsaxe VK    | -                                         | -               |
| 1980-81 Dettagli | -                 | Middelfart     | -                                         | -               |
| 1981-82 Dettagli | -                 | Holte IF       | -                                         | -               |
| 1982-83 Dettagli | -                 | DHG Odense     | -                                         | Skødstrup SF    |
| 1983-84 Dettagli | -                 | Skødstrup SF   | -                                         | -               |
| 1984-85 Dettagli | -                 | DHG Odense     | -                                         |                 |
| 1985-86 Dettagli | -                 | DHG Odense     | -                                         | Holte IF        |
| 1986-87 Dettagli | -                 | Holte IF       | -                                         | Holte IF II     |
| 1987-88 Dettagli | -                 | Holte IF       | -                                         | ASV Aarhus      |
| 1988-89 Dettagli | -                 | Holte IF       | -                                         | DHG Odense      |
| 1989-90 Dettagli | -                 | Holte IF       | -                                         | DHG Odense      |
| 1990-91 Dettagli | -                 | Holte IF       | -                                         | DHG Odense      |
| 1991-92 Dettagli | -                 | Holte IF       | -                                         | DHG Odense      |
| 1992-93 Dettagli | -                 | Holte IF       | -                                         | DHG Odense      |
| 1993-94 Dettagli | -                 | Holte IF       | -                                         | DHG Odense      |
| 1994-95 Dettagli | -                 | Holte IF       | -                                         | Skt. Jørgens VK |
| 1995-96 Dettagli | -                 | Holte IF       | -                                         | DHG Odense      |
| 1996-97 Dettagli | -                 | Holte IF       | -                                         | Gentofte        |
| 1997-98 Dettagli | -                 | Holte IF       | -                                         | Gentofte        |
| 1998-99 Dettagli | -                 | Aalborg        | -                                         | Holte IF        |
| 1999-00 Dettagli | -                 | Aalborg        | -                                         | Holte IF        |
| 2000-01 Dettagli | -                 | Aalborg        | -                                         | DHG Odense      |
| 2001-02 Dettagli | -                 | Aalborg        | -                                         | Holte IF        |
| 2002-03 Dettagli | -                 | Holte IF       | -                                         | Aalborg         |
| 2003-04 Dettagli | -                 | Aalborg        | -                                         | DHG Odense      |
| 2004-05 Dettagli | -                 | Marienlyst     | -                                         | SK Århus        |
| 2005-06 Dettagli | -                 | Gentofte       | -                                         | SK Århus        |
| 2006-07 Dettagli | -                 | Gentofte       | -                                         | Middelfart      |
| 2007-08 Dettagli | -                 | Marienlyst     | -                                         | Middelfart      |
| 2008-09 Dettagli | -                 | Marienlyst     | -                                         | Aalborg         |
| 2009-10 Dettagli | Odense            | Gentofte       | 3 - 2 (22-25, 13-25, 25-19, 25-18, 18-16) | Marienlyst      |
| 2010-11 Dettagli | Odense            | Marienlyst     | 3 - 0 (25-13, 25-14, 25-21)               | Middelfart      |
| 2011-12 Dettagli | Odense            | Marienlyst     | 3 - 1 (25-17, 21-25, 25-22, 25-18)        | Gentofte        |
| 2012-13 Dettagli | Odense            | Marienlyst     | 3 - 1 (25-11, 21-25, 27-25, 25-17)        | Spentrup        |
| 2013-14 Dettagli | Odense            | Marienlyst     | 3 - 1 (25-27, 25-22, 25-17, 25-20)        | Gentofte        |
| 2014-15 Dettagli | Frederiksberg     | Gentofte       | 3 - 0 (25-18, 29-27, 25-19)               | Marienlyst      |
| 2015-16 Dettagli | Frederiksberg     | Marienlyst     | 3 - 1 (25-23, 21-25, 25-17, 25-20)        | Ishøj           |
| 2016-17 Dettagli | Frederiksberg     | Gentofte       | 3 - 0 (25-15, 25-21, 25-17)               | Hvidovre        |
| 2017-18 Dettagli | Frederiksberg     | Marienlyst     | 3 - 1 (25-23, 18-25, 25-20, 25-20)        | Gentofte        |
| 2018-19 Dettagli | Brøndby           | Gentofte       | 3 - 1 (23-25, 25-20, 25-18, 25-22)        | Hvidovre        |
| 2019-20 Dettagli | Aarhus            | Gentofte       | 3 - 0 (25-18, 25-22, 25-17)               | Marienlyst      |
| 2020-21 Dettagli | Middelfart        | Middelfart     | 3 - 0 (25-18, 25-20, 26-24)               | Gentofte        |
| 2021-22 Dettagli | Aarhus            | Gentofte       | 3 - 2 (25-23, 25-20, 24-26, 20-25, 16-14) | Middelfart      |
| 2022-23 Dettagli | Aarhus            | Fortuna Odense | 3 - 0 (25-22, 25-22, 25-16)               | Vestsjælland    |
| 2023-24 Dettagli | Aarhus            | Odense         | 3 - 2 (25-20, 18-25, 25-20, 19-25, 15-7)  | Nordenskov      |

## Palmarès
| Squadra      | Titolo | Edizione |
| ------------ | ------ | --- |
| Holte IF     | 14     | 1981-82, 1986-87, 1987-88, 1988-89, 1989-90, 1990-91, 1991-92, 1992-93, 1993-94, 1994-95, 1995-96, 1996-97, 1997-98, 2002-03 |
| Marienlyst   | 9      | 2004-05, 2007-08, 2008-09, 2010-11, 2011-12, 2012-13, 2013-14, 2015-16, 2017-18                                              |
| Gentofte     | 8      | 2005-06, 2006-07, 2009-10, 2014-15, 2016-17, 2018-19, 2019-20, 2021-22                                                       |
| Aalborg      | 5      | 1998-99, 1999-00, 2000-01, 2001-02, 2003-04                                                                                  |
| Middelfart   | 4      | 1976-77, 1977-78, 1980-81, 2020-21                                                                                           |
| DHV Odense   | 3      | 1982-83, 1984-85, 1985-86 |
| Gladsaxe VK  | 2      | 1978-79, 1979-80 |
| Odense       | 2      | 2022-23, 2023-24 |
| Skødstrup SF | 1      | 1983-84 |